# Patent- og Varemærkestyrelsen
Patent- og Varemærkestyrelsen er en styrelse under Erhvervsministeriet, der arbejder for at sikre, at danske virksomheder har rettighederne til deres egne idéer, så de får de bedst mulige forudsætninger for vækst og udvikling – både i og udenfor Danmarks grænser. 
Styrelsens arbejde består eksempelvis i, at: 
- skabe de bedst mulige vilkår for, at danske virksomheder kan sikre deres rettigheder nationalt og internationalt.
- afdække virksomheders behov og vejlede i, hvordan de sikrer og udnytter deres rettigheder optimalt.
- udstede patenter og registrere design, varemærker og brugsmodeller.

Styrelsen er placeret i Taastrup og Ikast og beskæftiger 245 medarbejdere. 
Styrelsen blev oprettet i 1880 som Patentkommissionen. Fra 1924–1999 hed styrelsen Patentdirektoratet.